# Scymnodon ichiharai
Scymnodon ichiharai is een vissensoort uit de familie van de Somniosidae. De wetenschappelijke naam van de soort is voor het eerst geldig gepubliceerd in 1984 door Yano & Tanaka.